# Peperomia polystachyoides
Peperomia polystachyoides är en pepparväxtart som beskrevs av Gustav Adolf Hugo Dahlstedt. Peperomia polystachyoides ingår i släktet peperomior, och familjen pepparväxter. Inga underarter finns listade i Catalogue of Life.